# Воскресенье за городом
«Воскресенье за городом» (фр. Un Dimanche A La Campagne) — французская драма режиссёра Бертрана Тавернье, вышедшая на экраны в 1984 году. Экранизация романа Пьера Боста «Месье Ладмираль скоро умрет».

## Сюжет
В одно из воскресений 1912 года старый художник-импрессионист Ладмираль приглашает в своё загородное имение сына Гонзага с семьёй. Они проводят время, гуляя по окрестностям, готовя обед и рассказывая интересные истории. Неожиданно приезжает Ирен, любимая дочь Ладмираля, редко посещающая отца. Обычное воскресенье превращается для престарелого художника в волнующее и приятное событие.

## В ролях
- Луи Дюкре — месье Ладмираль
- Мишель Омон — Гонзаг
- Сабина Азема — Ирен
- Женевьев Мниш — Мария-Тереза
- Моник Шометт — Мерседес
- Тома Дюваль — Эмиль
- Кантен Ожье — Люсьен
- Катя Вострикова — Мирей
- Клод Винтер — мадам Ладмираль

## Награды и номинации
- 1984 — приз лучшему режиссёру Каннского кинофестиваля (Бертран Тавернье).
- 1984 — премии Национального совета кинокритиков США за лучший фильм на иностранном языке и за лучшую женскую роль второго плана (Сабина Азема).
- 1985 — три премии «Сезар»: лучшая актриса (Сабина Азема), лучший оператор (Брюно де Кайзер), лучший адаптированный сценарий (Коло и Бертран Тавернье). Кроме того, фильм был номинирован ещё в 5 категориях: лучший фильм (Бертран Тавернье), лучший режиссёр (Бертран Тавернье), лучший актёр (Луи Дюкре), лучший актёр второго плана (Мишель Омон), лучший монтаж (Арман Псенни).
- 1985 — номинация на премию BAFTA за лучший фильм на иностранном языке (Ален Сард и Бертран Тавернье).
- 1985 — номинация на премию «Золотой глобус» за лучший фильм на иностранном языке.
- 1985 — премия Лондонского кружка кинокритиков за лучший фильм на иностранном языке.